# Caméra Krasnogorsk-3
Pour les articles homonymes, voir K-3.
La Krasnogorsk-3 ou « K-3 » est une caméra argentique en 16 mm de la marque soviétique Krasnogorsk (Красногорск), fabricant des appareils photographiques Zenit. Sa production, débutée en 1971, a cessé en 1993, avec un total de 105.435 exemplaires vendus.

## Description de la Krasnogorsk-3

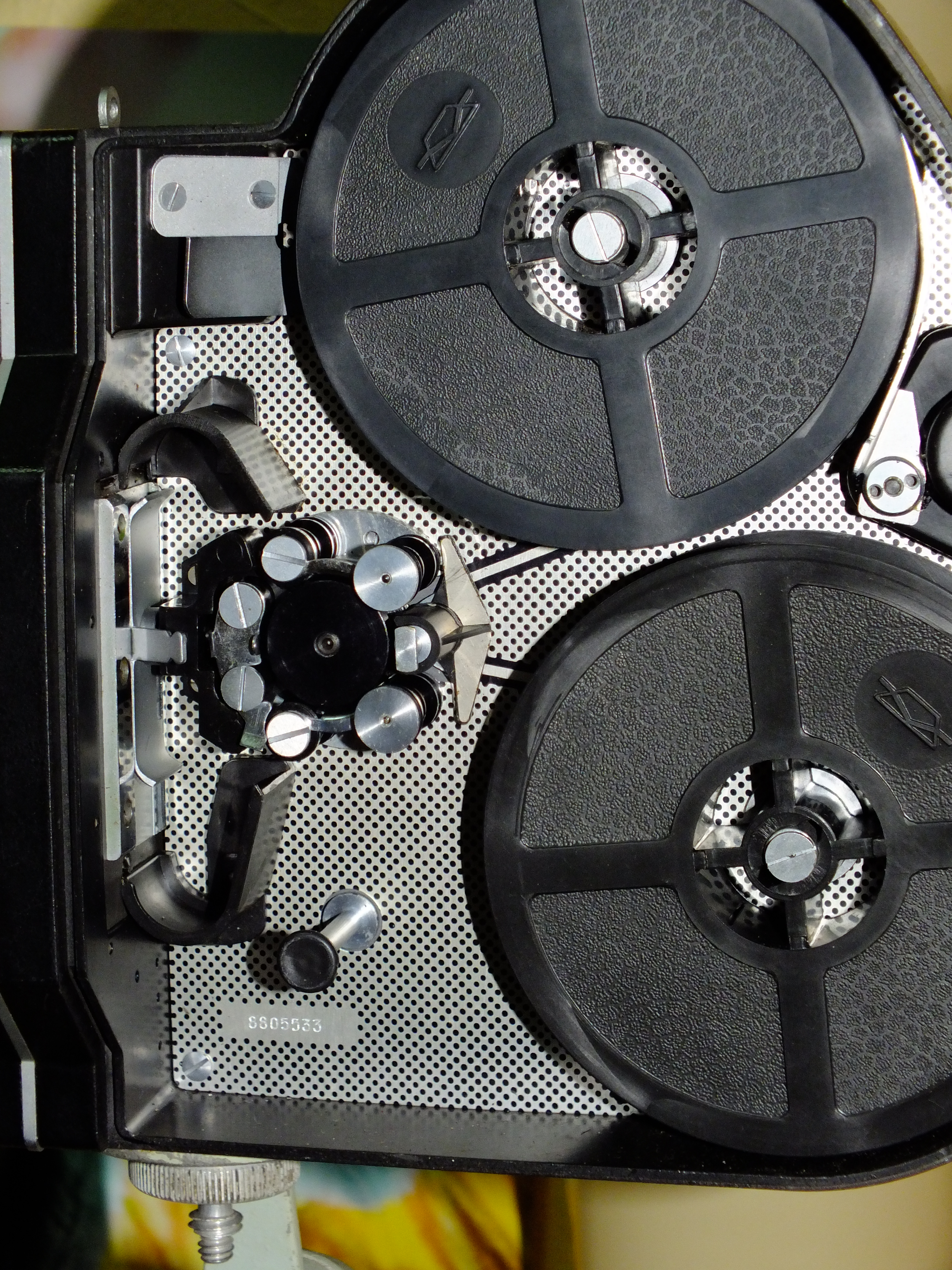
Krasnogorsk-3 ouverte. Mécanique dépouillée.

La Krasnogorsk-3 est à visée reflex sur l'obturateur bipale (2 miroirs). L'obturation fixe est à 150°. La K-3 utilise des bobines à flasques de 30 mètres de 16 mm à une ou deux rangées de perforations. Il y a deux montures d'objectif possibles sur la K-3 : la fixation russe à baïonnette et le Pentax Universal Screw Mount M42. On donc peut utiliser dans ce cas des objectifs d'appareils photographiques de la marque Pentax.
L'entraînement intermittent de la pellicule est assuré par une seule griffe. La fenêtre de cadrage du film est incluse dans un couloir avec presseur constant à effets dorsal et latéral. Il n'y a pas de contre-griffe, tout comme la caméra Paillard-Bolex H16 dont elle est quelque peu la copie. Sa mécanique est mue par un moteur à ressort et ne nécessite pas de source d'énergie électrique (en dehors de la cellule intégrée, alimentée par piles). À 24 images par seconde, le ressort entièrement remonté lui permet de tourner pendant près de 25 secondes. La cadence de prise de vues est ajustable de 8 à 48 images par seconde. Un fonctionnement image par image est également disponible.
L'objectif d'origine livré avec la caméra est un Météor 5-1 17-69 mm f/1.9.

## Source
- (en) Cet article est partiellement ou en totalité issu de l’article de Wikipédia en anglais intitulé « Krasnogorsk (camera) » (voir la liste des auteurs).